# Peterbilt
Peterbilt Motors Company – amerykańskie przedsiębiorstwo branży motoryzacyjnej zajmujące się produkcją samochodów ciężarowych, należące do grupy Paccar. Siedziba spółki mieści się w Denton, w Teksasie.

## Historia
Przedsiębiorstwo zostało założone przez T. A. Petermana, który w 1938 roku nabył aktywa upadłej spółki Fageol Motors z siedzibą w Oakland, w Kalifornii. W 1939 roku rozpoczęła się produkcja samochodów ciężarowych marki Peterbilt. W pierwszym roku działalności powstało 14 pojazdów, w kolejnym – 82. W 1958 roku Peterbilt stał się własnością spółki Pacific Car and Foundry (od 1972 Paccar), będącej także właścicielem marki Kenworth. W 1960 roku siedziba przedsiębiorstwa została przeniesiona do nowo wybudowanej fabryki w Newark. W 1969 roku otworzona została druga fabryka w Nashville, a w 1980 roku kolejna w Denton. Fabryka w Newark została zamknięta w 1986 roku, a w 1993 roku zlokalizowaną w tym mieście siedzibę spółki przeniesiono do Denton. W 2009 roku zamknięto fabrykę w Nashville.

## Galeria

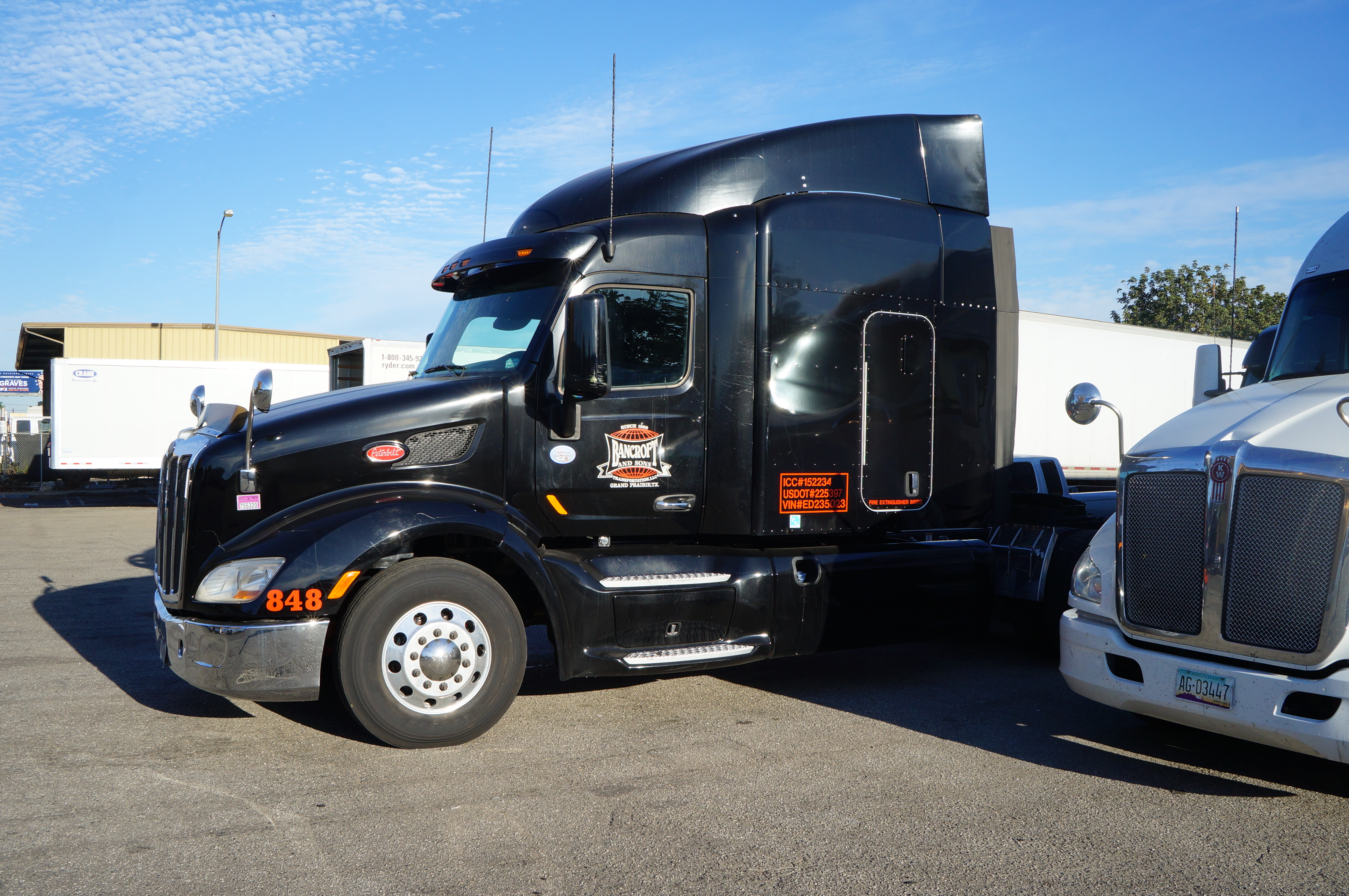
Peterbilt 579
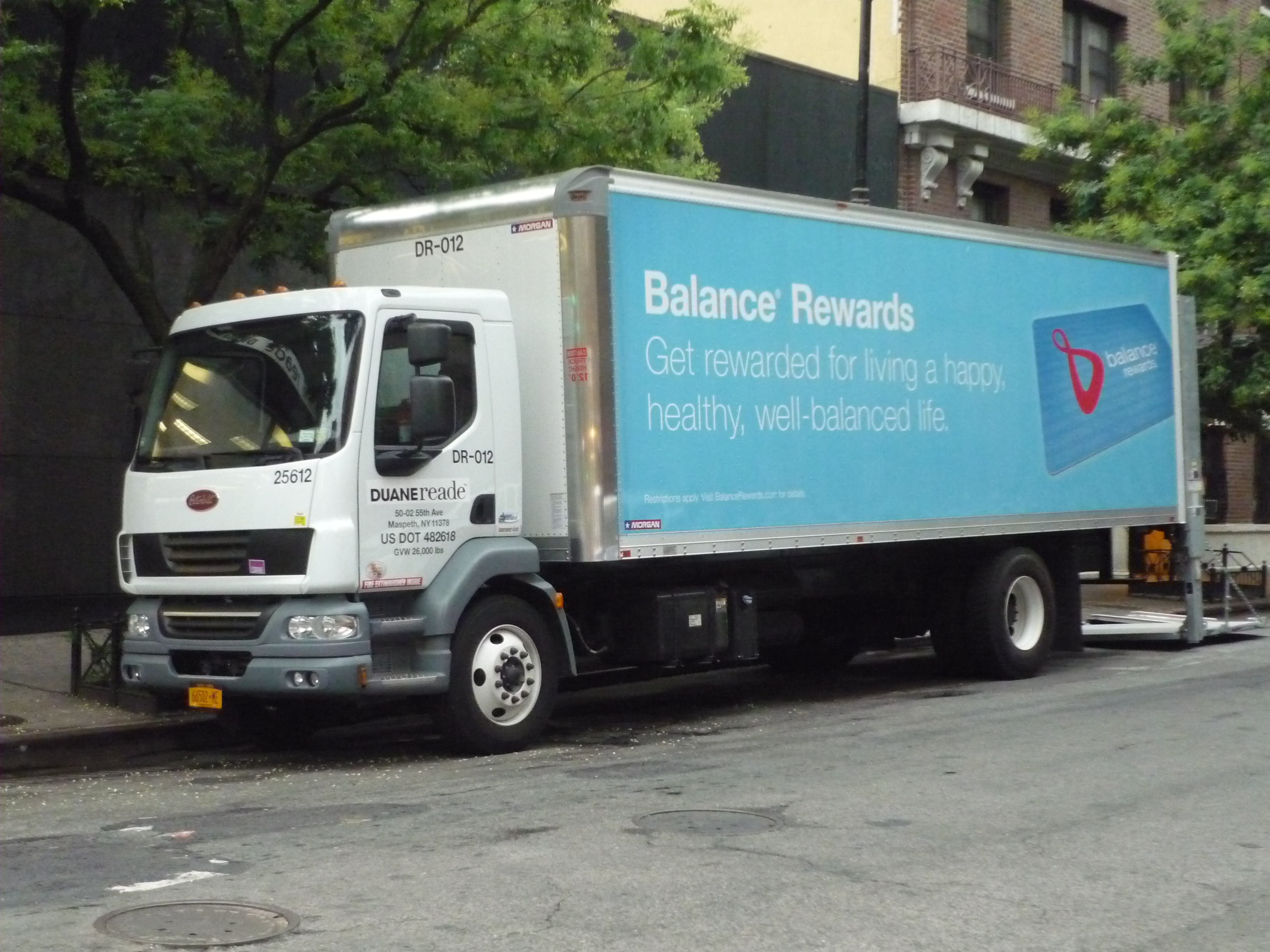
Peterbilt 210
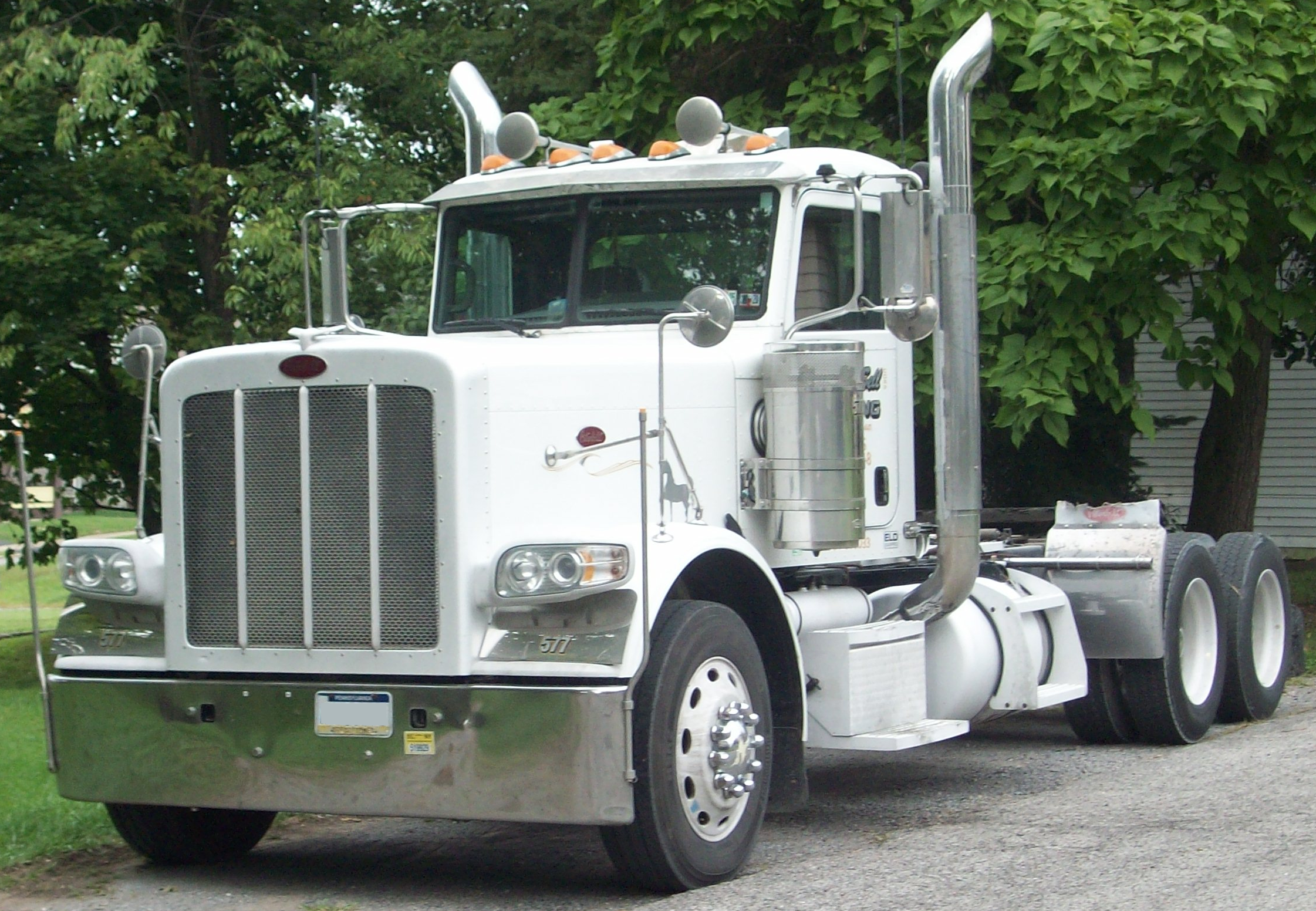
Peterbilt 389
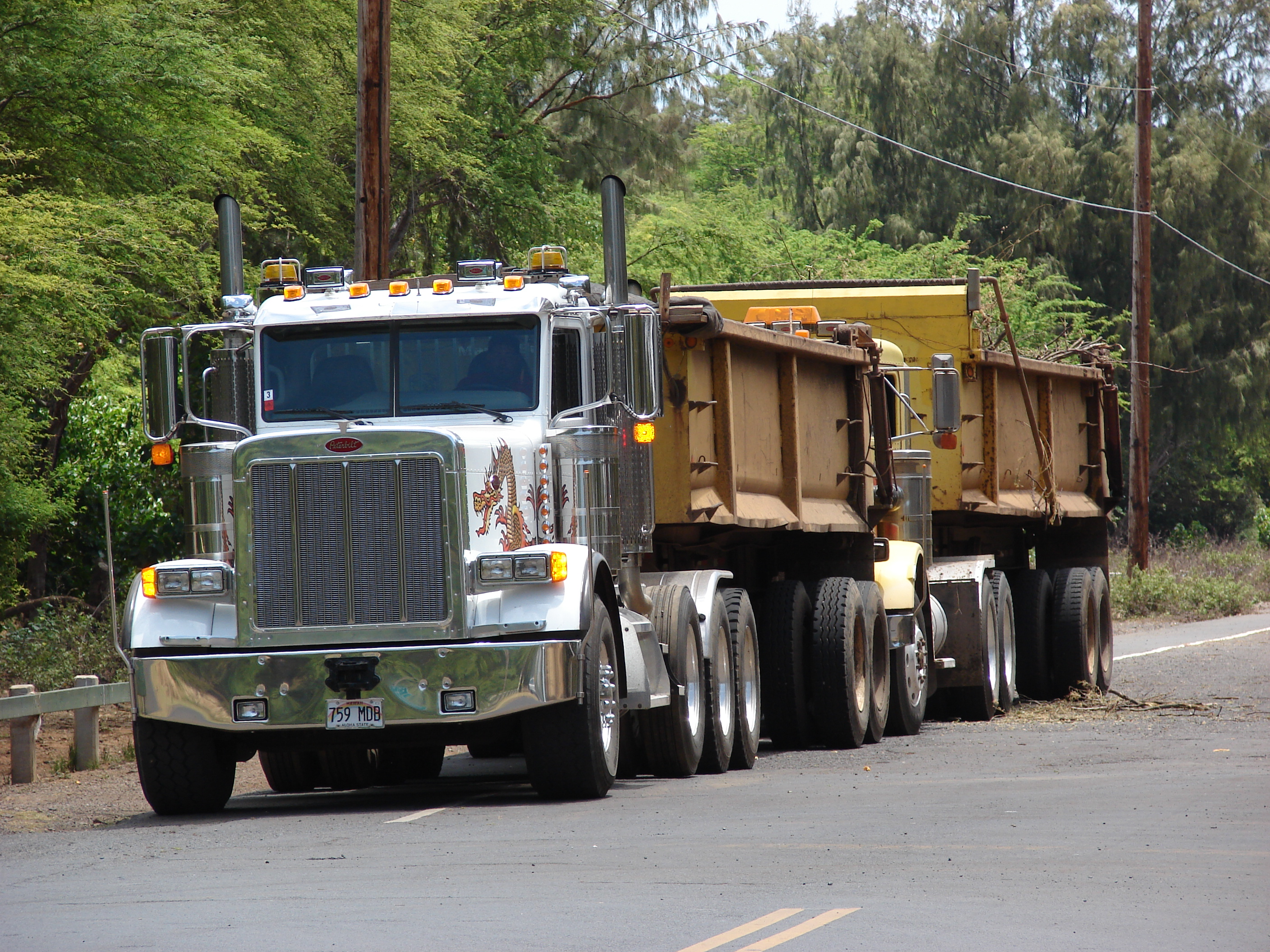
Peterbilt 379
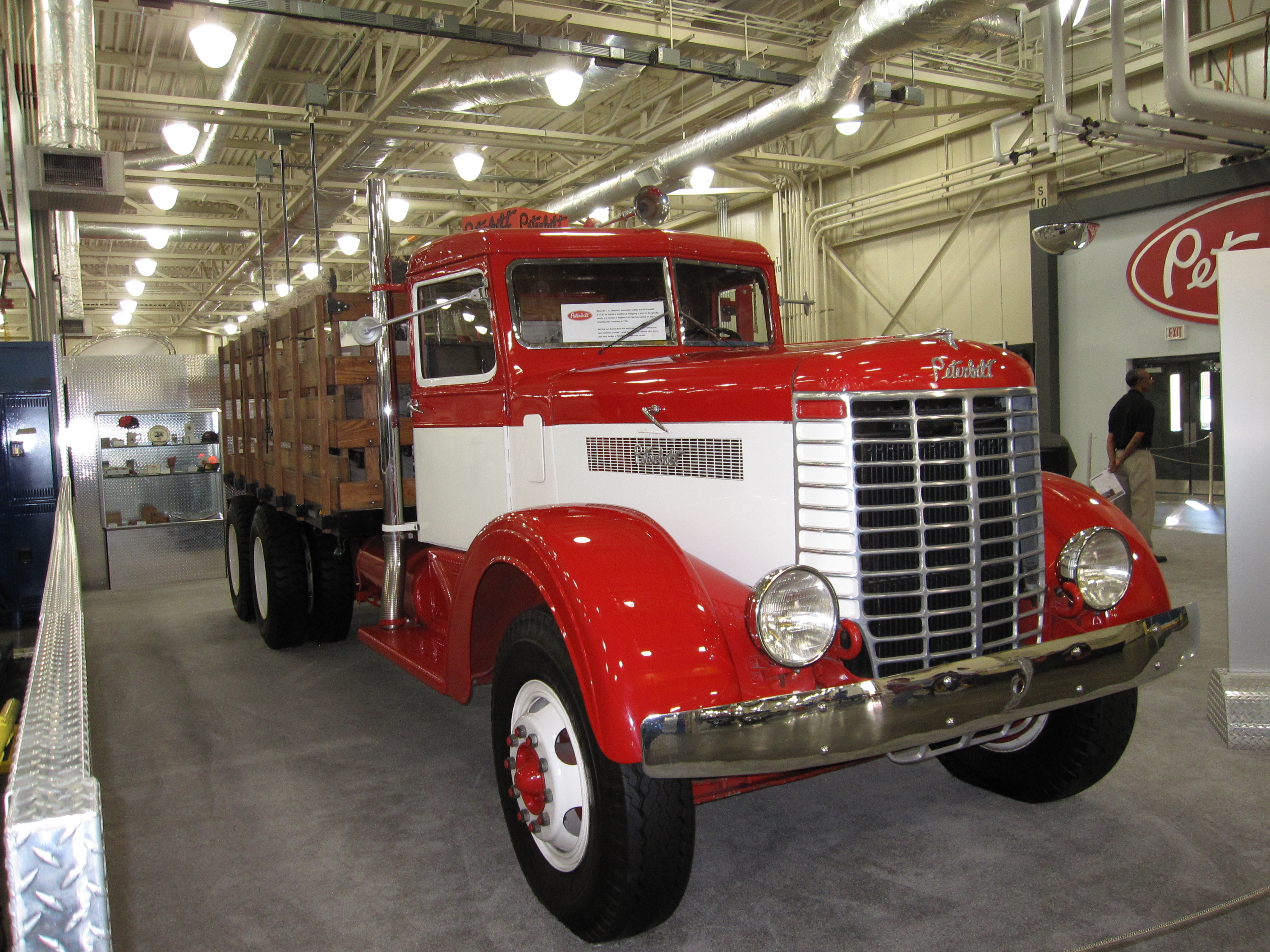
Ciężarówka Peterbilt Model 334
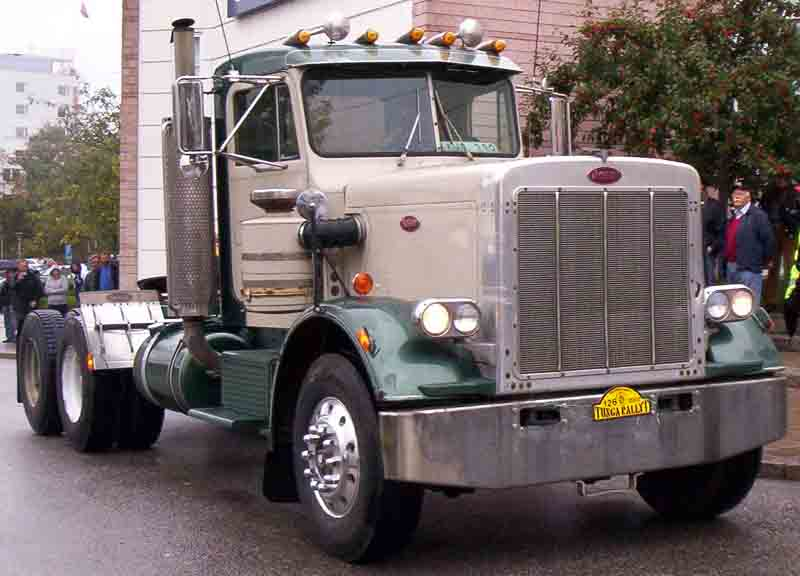
Peterbilt 126
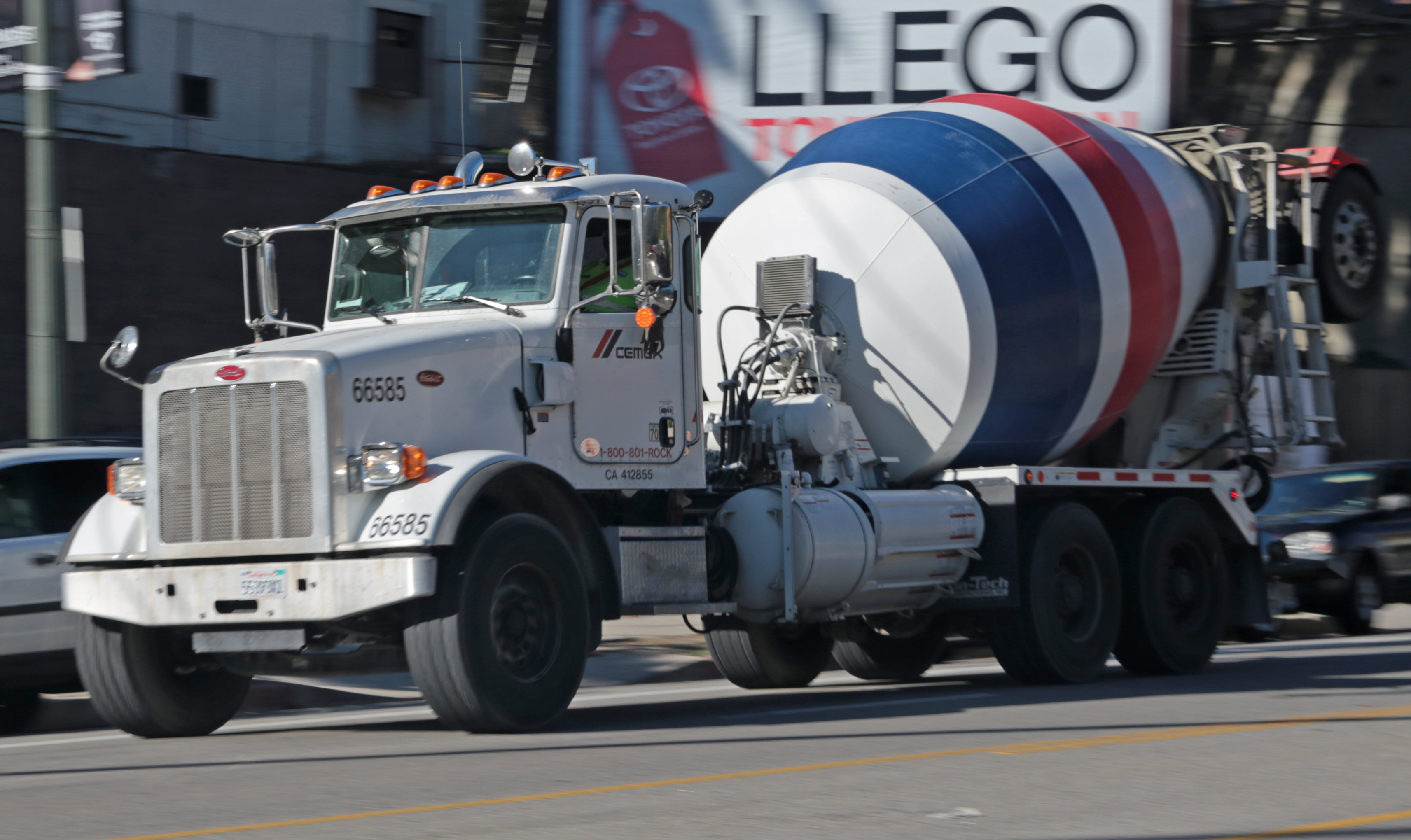
Peterbilt 357
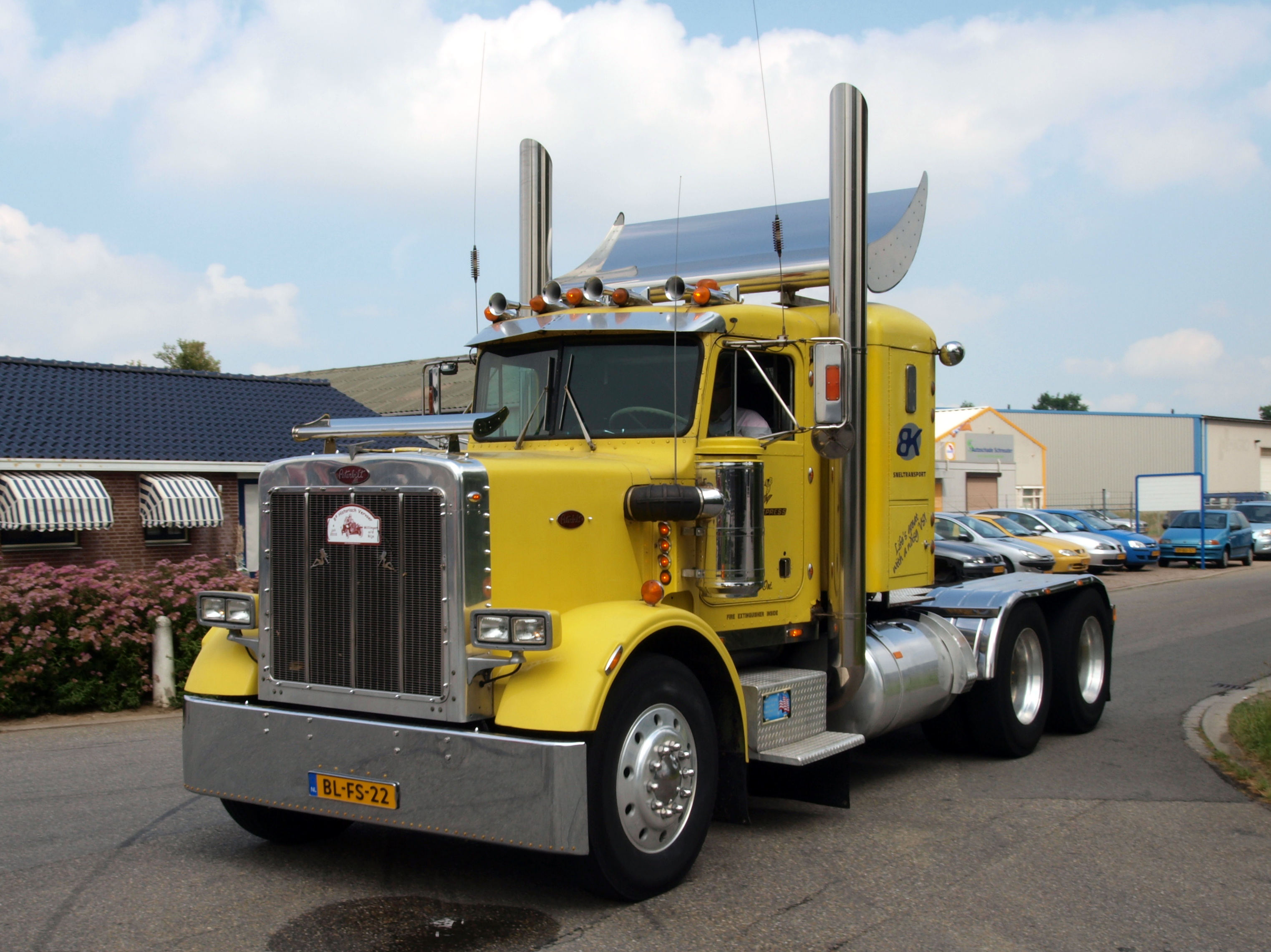
Peterbilt 359 Classic
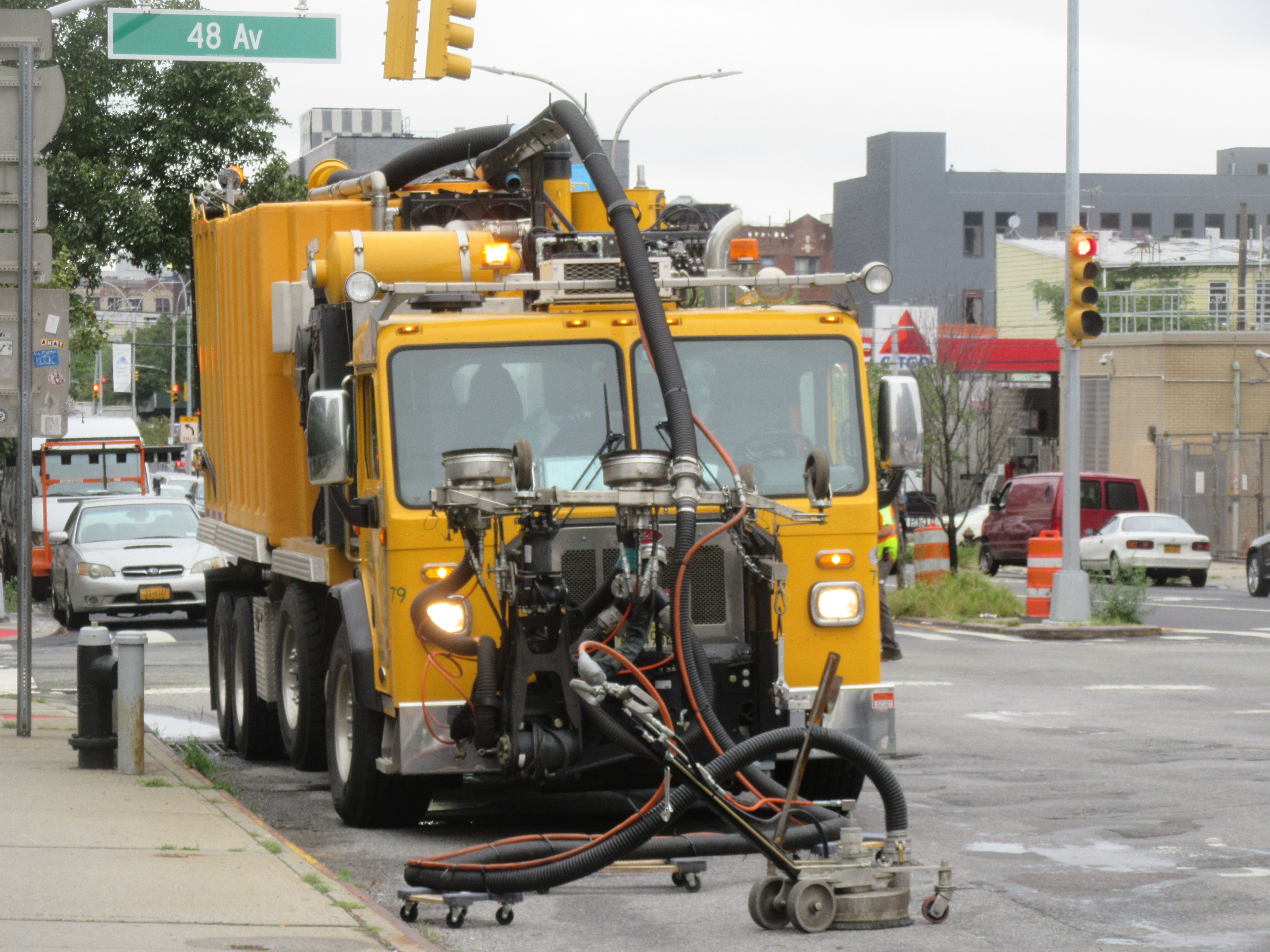
Peterbilt 520
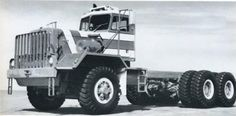
Peterbilt 397
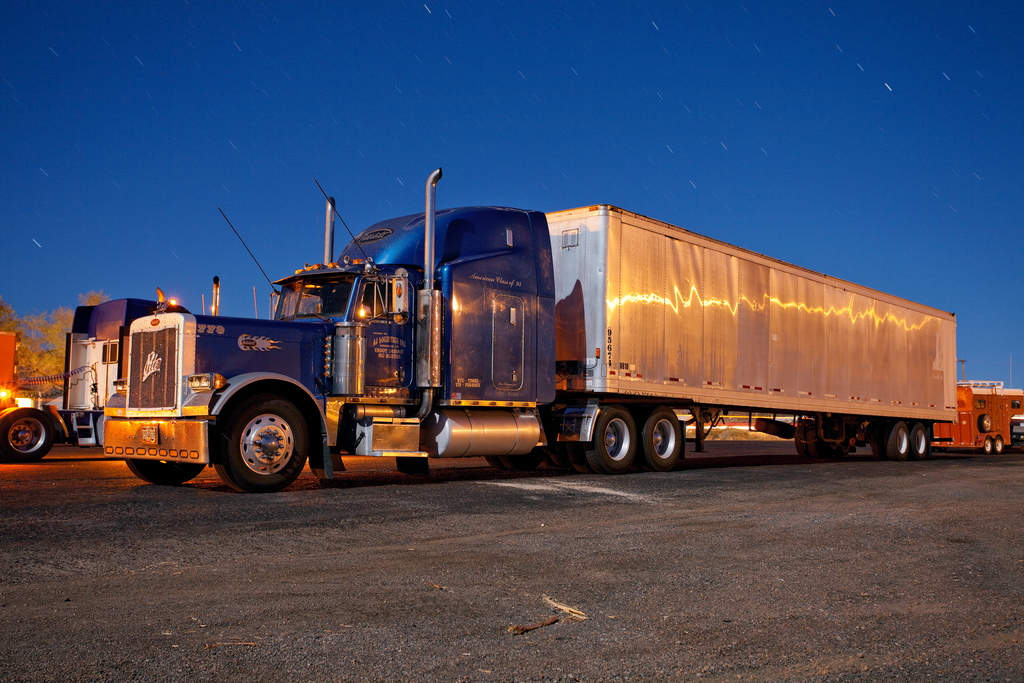
Peterbilt 379 Classic
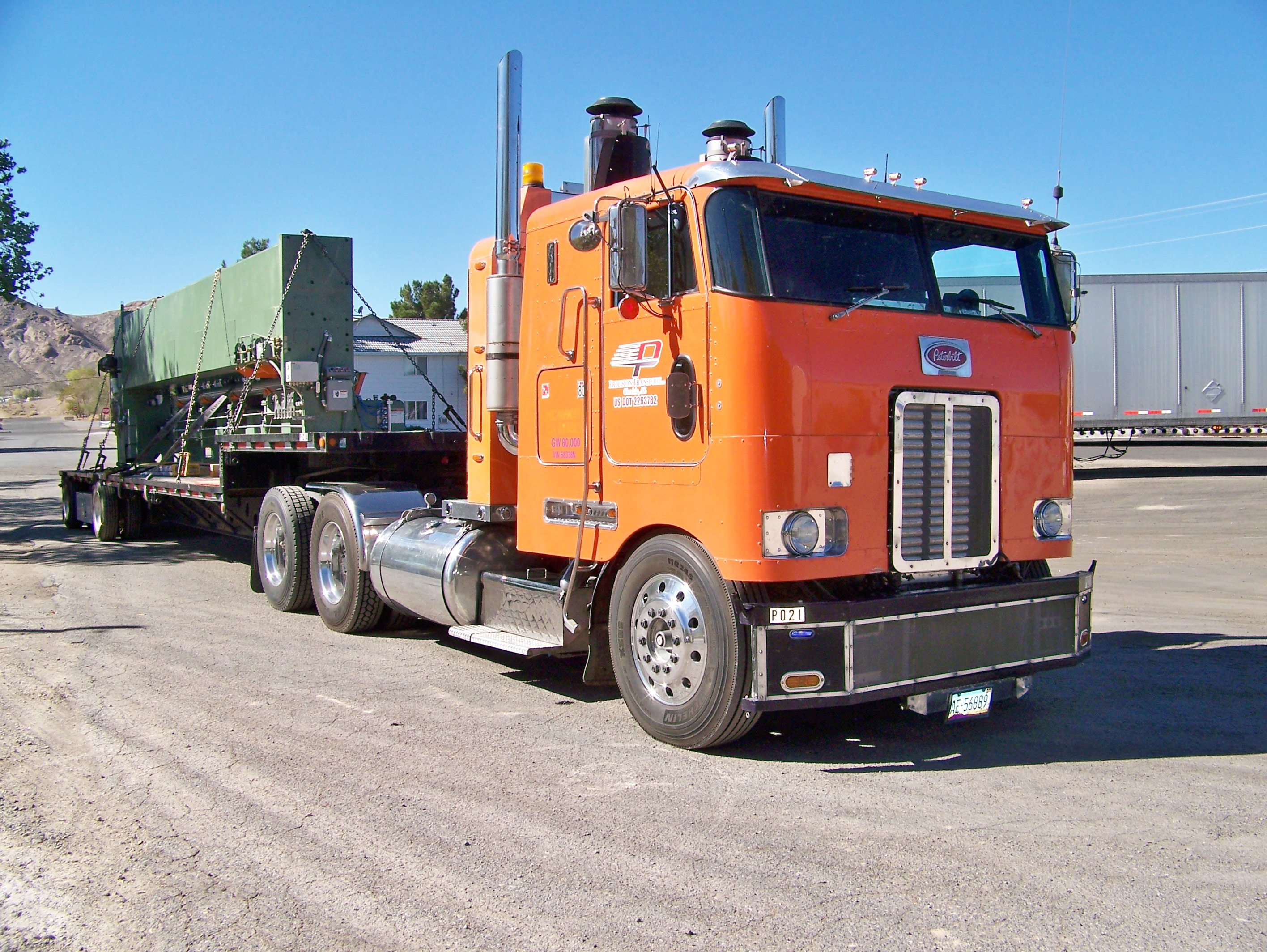
Peterbilt 362